# 罗烽
罗烽（1909年—1991年10月23日），原名傅乃琦，辽宁沈阳人，中华民国及中华人民共和国作家，中国共产党党员。

## 生平
罗烽是初中毕业。1928年参加中国共产党领导的革命工作。1929年加入中国共产党。同年与白朗结婚。历任中共呼海铁路特别支部宣传干事、支书。1931年初，任中共哈尔滨东区区委宣传委员。1932年起，在中共哈尔滨市委书记杨靖宇的直接领导下，在北满开展革命文艺活动。历任中共北满省委候补委员，《夜哨》文艺周刊主编。经杨靖宇同意，白朗成为罗烽的助手。1934年3月，中共满洲省委遭破坏。1934年6月，罗烽因遭人举报而被当局逮捕，白朗受到当局严密监视。罗烽保释出狱后，1935年和白朗离开哈尔滨赴上海。罗烽加入左联，担任上海文艺家协会驻会秘书。罗烽从1930年代起开始发表文学作品。
1937年七七事变后，罗烽和白朗参加了上海的文艺界战地服务团，在街头从事募捐、慰劳伤员和难民的工作。不久，罗烽和白朗撤离上海，抵达武汉。1938年夏，罗烽和白朗先后到达重庆，在江津居住3个月。1941年皖南事变后，经周恩来关怀，白朗以八路军办事处家属身份，同草明等人乘车赴延安。不久，罗烽化装成榆林邓宝珊军部军政人员，与艾青、张什等人也到达延安。
1941年罗烽到陕甘宁边区首府延安后，历任陕甘宁边区文艺界抗敌协会执委会主席（之一），陕甘宁边区政府文化工作委员会委员、秘书长。1942年5月，罗烽和白朗参加了延安文艺座谈会。
1945年抗日战争结束后，1945年9月罗烽和白朗离开延安回东北工作。罗烽历任西满军区、吉江军区政治部宣传部副部长，中共合江省委宣传部副部长。领导新成立的中共合江省委宣传部，开展土地改革运动，创建并整顿文教各部门的机构，最终因操劳过度而病倒。病情稍有缓解，就主动要求以《东北日报》记者身份赴“哈南前线”采访。在前方，刚发表第一篇通讯《哈南前线纪行》，便被中共中央东北局宣传部部长凯丰电召回哈尔滨接受新任务。回到哈尔滨后，任中苏友好协会党组书记、副会长，兼任中共中央东北局文委常委，负责筹建“东北文协”。
中华人民共和国成立后，历任东北人民政府文化部副部长，东北文联、中国作协东北分会第一副主席。中国作协第一、二届理事及第四届顾问。
1952年，罗烽加入中国作家协会。1952年底，罗烽到中国作协从事专业创作，赴青铜峡等地体验生活，创作长篇小说《两岸春秋》。1955年，胡风反革命集团案发生，肃反运动开始。同年，中国作家协会批判了“丁玲、陈企霞反党集团”，联系批了“舒、罗、白反党小集团”，白朗被打成“舒、罗、白反党小集团”成员。后因舒群、罗烽、白朗相继提出申诉，1957年中国作家协会党组、总支发出《关于一九五五年肃反运动中批判舒群、罗烽、白朗三同志某些思想问题的处理情况的通知》，作出了“舒、罗、白不是反党集团”的决定。1957年反右运动发生，罗烽被划为“右派分子”，开除中国共产党党籍，和白朗被遣送到阜新煤矿劳动改造。
罗烽和白朗抵达阜新后，罗烽到海州露天煤矿报到。矿区党委安排罗烽在地面从事辅助劳动。不久，罗烽主动申请到生产第一线的采掘场，和普通矿工同吃同住同劳动。1960年8月初，海州露天矿党委决定罗烽参加《海州露天矿矿史》编写工作。1961年初冬，罗烽和白朗摘掉“右派分子”帽子。此后，罗烽、白朗归属中国作协辽宁分会，从事专业创作。他们定居在金县（今大连市金州区）金州镇。罗烽在郊区农业社果园体验生活，白朗在金州纺织厂体验生活。
文化大革命爆发后，罗烽和白朗遭到冲击。1969年，白朗的精神分裂症复发。不久，罗烽带着患病的白朗回到沈阳，住在中国作协辽宁分会的办公室。又不久，白朗到北京暂住女儿家，罗烽和儿子也回北京，送白朗进医院治病。这时，罗烽和白朗又被按照老弱病残安排到复县（今瓦房店市）落户。1970年，罗烽在《金州再迫迁复州湾途中遇雨》一诗中写道：“春花绣半岛，迢迢靡行止，故国盛四海，孤山穷千里，细雨注金城，虚幻似游僧，故我偏飘零，苍茫浮落英。”
1979年3月，罗烽、白朗获得正式平反，恢复中国共产党党籍及政治名誉，恢复原工资级别。1979年10月，罗烽、白朗到人民大会堂参加第四次全国文学艺术界代表大会，罗烽拄手杖，白朗坐轮椅。1982年夏，罗烽和白朗迁到国务院机关事务管理局分配的木樨地24号楼内居住。
1973年，罗烽曾发现自己两臂疼痛、半身麻痹。1980年代，罗烽因多年心情积郁以及脑软化引发精神失常，被送往北医三院精神病研究所治疗，病情有所好转。
1991年10月23日，罗烽在北京病逝，享年81岁。

## 著作
- 长篇小说《满洲的囚徒》
- 短篇小说集《呼兰河边》、《横渡》、《粮食》、《故乡集》
- 中篇小说集《归来》、《莫云与韩尔谟少将》
- 话剧剧本《国旗飘扬》、《台儿庄》、《总动员》
- 诗集《碑》（三部曲）
- 《罗烽文集》[1][2]

## 家庭
- 妻：白朗
- 养女：金玉良
- 子：傅英
- 女：白莹[6]